# Pavlovce (Rimavská Sobota)
Pavlovce es un municipio del distrito de Rimavská Sobota en la región de Banská Bystrica, Eslovaquia, con una población estimada a final del año 2024 de 422 habitantes.
Se encuentra ubicado al este de la región, en la cuenca hidrográfica del río Sajó —un afluente derecho del río Tisza— y cerca de la frontera con la región de Košice y con Hungría.

## Demografía
| Año        | 1994 | 2004     | 2014     | 2024    |
| ---------- | ---- | -------- | -------- | ------- |
| Población  | 315  | 347      | 395      | 422     |
| Diferencia |      | +10,15 % | +13,83 % | +6,83 % |

| Año        | 2023 | 2024    |
| ---------- | ---- | ------- |
| Población  | 427  | 422     |
| Diferencia |      | −1,17 % |